# Camfrog
Camfrog (рус. Камфрог) — условно-бесплатная программа с закрытым кодом компании Camshare LLC, обеспечивающая видео и голосовую связь через Интернет между компьютерами, а также создание собственных чат-комнат с возможностью их управления. Программа работает под Linux (Только серверная часть), Microsoft Windows, Mac OS X, а также может быть установлена на iPhone и Android устройства.
Программа предусматривает общение (чат) не только между двумя людьми (peer-to-peer), но и видеоконференции в специально созданных чат-комнатах до 2000 человек. К преимуществам программы можно отнести бесплатно распространяемое ПО, возможность подключения к разнообразным чат-комнатам в отсутствие веб-камеры на компьютере при условии, что в комнате не стоит ограничений. Возможность прослушивания других пользователей (В программе существуют различные аудио-режимы). В программе так же присутствует платная система подарков (наград) от пользователя к пользователю. Платная версия программы, не привязывается к IP или логину но имеет срок действия (годовая лицензия либо помесячная подписка). Стоимость годовой лицензии составляет 50 долларов США, при оплате пользователь получает серийный номер, позволяющий открыть возможность одновременно просмотра множества видеоокон чата (бесплатная версия ограничена одним окном), а также использовать некоторые дополнительные возможности
Один из многочисленных контингентов программы, это люди страдающие отсутствием слуха, так как им как кому бы то ни было, удобнее всего общаться при помощи видео. В камфроге существуют российский клуб глухих.
Для людей до 18 лет, в программе существуют ограничения для просмотра (так называемый «Родительский контроль»). Тем не менее её всё равно недостаточно, чтобы отгородить ребёнка от просмотра «сомнительного содержимого». Именно поэтому камфрог неоднократно был запрещён к скачиванию в некоторых странах.. В данный момент ограничений на использования Камфрога в мире нет.

## История
Первый выпуск Камфрога состоялся 1 октября 2003 года. В дальнейшем программа стала постепенно завоёвывать страну за страной, постепенно добавляя и совершенствуя свою функциональность, а также многоязычность. В настоящее время, большая часть пользователей приходится на азиатский регион, где проживает большая часть населения планеты. Постепенно, камфрог расширяет свои границы, добавляя страну за страной, и включая их в свой поиск (по странам).

## Технология
Технологии проекта, включая проприетарный видеокодек, являются закрытой разработкой компании Camshare Inc. Приложение использует UDP-каналы для вещания видео и аудио потоков данных и TCP-каналы для организации управляющих соединений с головным сервером сети и серверами чат-комнат. Сервера чат-комнат являются отдельно распространяемыми приложениями под Windows и Linux и требуют наличия достаточной полосы передачи данных, а также статического IP адреса для корректной работы.

## Количество пользователей
В данный момент камфрог, по заявлениям производителей, насчитывает более 90 миллионов скачиваний и более 1 млн зарегистрированных пользователей. В режиме «Онлайн» присутствуют более 6000 чат-комнат, в которых общаются более 200 тыс. человек.